# Marc Alyn
Marc Alyn, de son vrai nom Alain-Marc Fécherolle, est un écrivain et poète français né le 18 mars 1937 à Reims.

## Biographie
D’une « étonnante précocité » (Dictionnaire des littératures), il crée à dix-sept ans la revue Terre de Feu, où il publie son premier recueil, Liberté de voir, en 1956. L’année suivante, le jour de son vingtième anniversaire, il reçoit le prix Max-Jacob pour Le Temps des autres, bientôt suivi d’un ouvrage en prose onirique et fantastique, Cruels Divertissements, salué par Mandiargues.
Mobilisé en Algérie dès 1957, il collabore, après son retour, à Arts et Spectacles, La Table Ronde et au Figaro Littéraire, publiant parallèlement un essai sur Mauriac et un roman, Le Déplacement. Fondateur, en 1966, de la collection Poésie/Flammarion qu'il dirige jusqu'en 1970, il y révèle notamment Lorand Gaspar, Bernard Noël, Pierre Dalle Nogare, Andrée Chedid. Ses propres recueils Nuit majeure et Infini au-delà obtiennent respectivement le prix international Camille-Engelmann et le prix Guillaume-Apollinaire 1973. En 1994, lui est décerné, pour l'ensemble de son œuvre, le Grand prix de poésie de la SGDL (Société des gens de lettres).
Son retrait loin de Paris (il s’est fixé dans un mas, à Uzès, Gard), en plein succès, témoigne de son refus des situations acquises et du parisianisme littéraire. Il préfère voyager au Proche-Orient où il connaîtra, dans les ruines de la cité phénicienne de Byblos, la « minute magique » dont jaillira la trilogie poétique Les Alphabets du Feu, publiée dans les années 1990, après son retour dans la capitale, et souvent perçue comme l’une de ses publications majeures. 
 C’est lors de son premier séjour à Beyrouth (1972) qu’il fait la connaissance de la poète libanaise francophone Nohad Salameh, qu’il épousera des années plus tard (1990) à Paris et qui lui a inspiré Le Livre des amants (1988), imprimé à Beyrouth en pleine guerre civile.
Confronté à de lourds problèmes de santé (un cancer du larynx, qui le prive durant plusieurs années de l’usage de la parole), il n’en poursuit pas moins son œuvre, qu’il élargit et renouvelle. Ami des peintres, il réalise avec eux un très grand nombre de livres d’artiste et de poèmes-objets, notamment  avec T'ang Haywen, puis avec Pierre Cayol ; en tant que critique, il leur consacre des chroniques ainsi que des essais : Les Miroirs voyants, Approches de l'art moderne.
En prose, il célèbre la Sérénissime (Le Piéton de Venise, prix Henri de Régnier de l'Académie française;"Venise démons et merveilles"), Paris point du jour ou, avec amour et humour, les neuf vies et les mille et une nuits de Monsieur le chat (prix littéraire Trente millions d’amis, appelé Goncourt des animaux 2009).
Il existe depuis l'an 2000 un Fonds Marc Alyn à la bibliothèque Carnegie de Reims; en 2015, un Fonds Marc Alyn a été inauguré à la bibliothèque de l'Arsenal (BNF), à Paris.
Membre de l’académie Mallarmé et du jury du prix Guillaume-Apollinaire, Marc Alyn tient le poète « pour une espèce silencieuse de musicien, de voyant aveugle, scribe errant au seuil des cultures, frontalier des états extrêmes ajournant sans cesse sa propre mort pour cause d'urgence poétique. »
En fin d'année 2024, il fait paraître les trois tomes de ses Œuvres Poétiques (La Rumeur Libre), une "somme magistrale [qui] témoigne d’une écriture en perpétuel renouvellement, où chaque poème façonne un territoire d’ombres et de lumières, d’énigmes et de fulgurances".

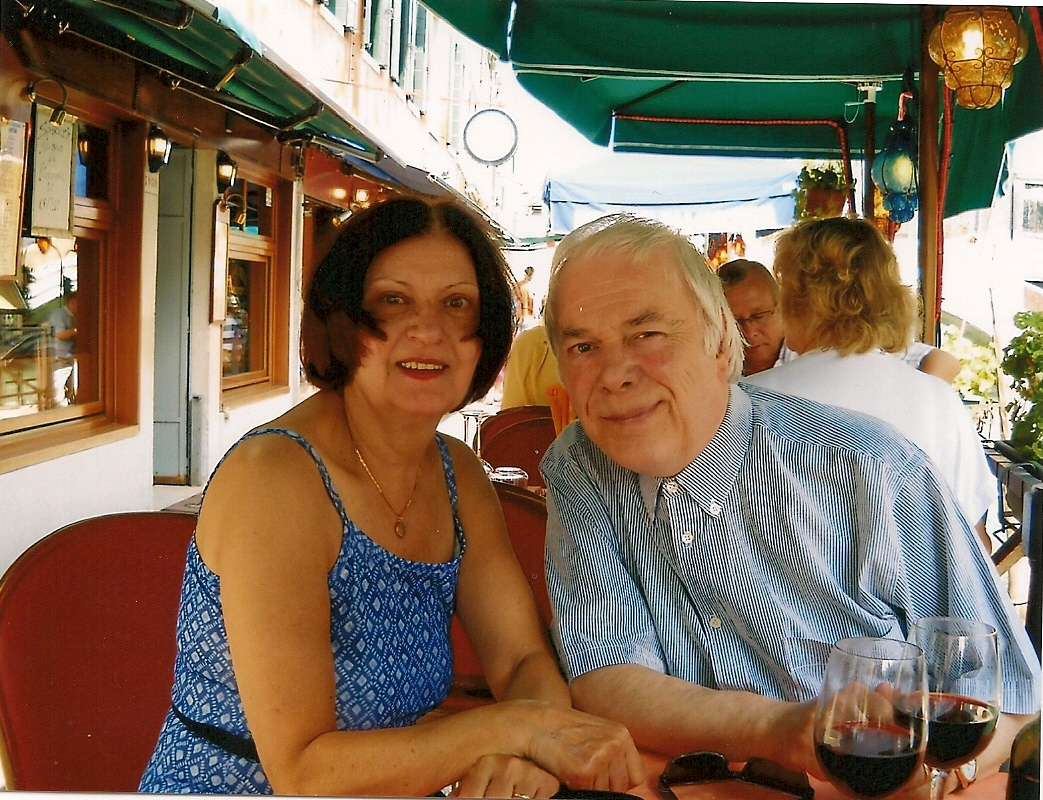
Marc Alyn et Nohad Salameh, son épouse à Venise en 2009.

### Distinctions honorifiques
- Chevalier de la Légion d’honneur
- Officier des Arts et Lettres

### Commentaire
- Philippe Soupault : « Marc Alyn assume et accepte la destinée douloureuse et prodigieuse, merveilleuse et dangereuse, celle d’être un poète, uniquement un poète. »[réf. nécessaire]
- André Pieyre de Mandiargues : « Le charme et la vertu de tout ce qu'écrit Alyn, en vers comme en prose, sont d'abord dans une ouverture immédiate à ce qui est autre et à ce qui est neuf, dans une disponibilité constante envers ce qui s'élève au-dessus de l'usuel ou ce qui plonge au-dessous de l'habituel, dans une inclination spontanée au mythe et à la merveille. Là sans doute est le secret du naturel avec lequel ce poète se sert de la métaphore, engrenage essentiel avec lequel son langage est en prise à toutes les allures sans qu'apparaisse ou que s'entende aucune gêne ou le moindre souci. L'œuvre poétique de Marc Alyn contient un monde qui lui appartient en propre et dont la découverte n'a pas cessé de m'émouvoir. »[réf. nécessaire]

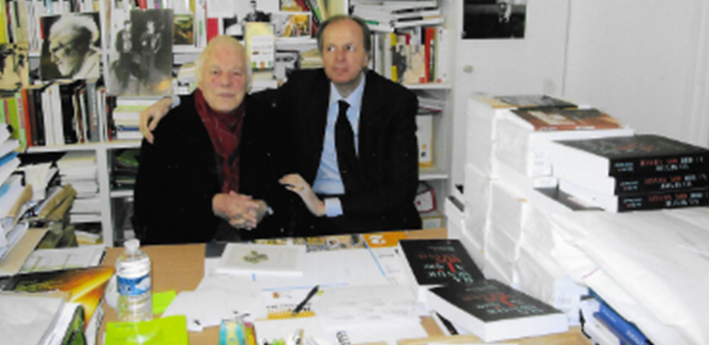
Marc Alyn et son éditeur Pierre-Guillaume de Roux lors de la sortie du livre Ma menthe à l'aube, mon amante. Octobre 2019. (photo Nohad Salameh).

- Marc Alyn et son éditeur Pierre-Guillaume de Roux lors de la sortie du livre Ma menthe à l'aube, mon amante. Octobre 2019. (photo Nohad Salameh).François Mauriac : « J'ai reçu hier la visite d'un poète de vingt-trois ans que je n'avais jamais vu. [...] Eh bien, avec quelle impatience irritée il juge les romanciers qui sont ses aînés immédiats ! Les raisons qu'il a de ne pas les approuver n'étaient certes pas inventées pour me faire plaisir, elles ne ressemblaient pas aux miennes... Mais il y a des races d'esprits, il y a des familles de poètes qui se perpétuent d'une génération à l'autre. Celui-ci était mon petit-frère, bien plus proche de moi qui pourrais être son grand-père que des romanciers qui ont aujourd'hui de trente à quarante ans. Il se fût trouvé de plain-pied avec les poètes qui étaient mes amis quand j'avais son âge, et nous aurions pu reprendre tous ensemble la conversation interrompue le 2 août 1914. »[2]

## Œuvres

### Poésie
- Liberté de voir, Terre de Feu (1956)
- Le Temps des autres, Seghers (1956)
- Cruels divertissements, Seghers (1957)
- Jean-Louis Trintignant dit les poèmes de Marc Alyn, Véga-Seghers, (1958)
- Serge Reggiani dit, Marc Ogeret chante Marc Alyn, Studio S.M. (1958)
- Brûler le feu, Seghers (1959)
- Délébiles, Ides et Calendes (1962)
- Nuit majeure, Flammarion (1968)
- Infini au-delà, Flammarion (1972)
- Les Dieux Bleus, PAB (1975)
- Douze poèmes de l'été, Formes et langages (1976)
- Rêves secrets des tarots, Formes et langages (1984)
- Poèmes pour notre amour, Formes et langages (1985)
- La Planète Malade (1986)
- Le Livre des amants, Des Créateurs (1988)
- Le Chemin de la parole, (1994)
- L’État naissant (1996)
- Les Mots de passe (1997)
- L’Œil imaginaire (1998)
- Le Miel de l'abîme (2000)
- Les Alphabets du Feu : Byblos, La Parole planète, Le Scribe errant, iDLivre (2001)
- Les Miroirs byzantins, Alain Benoit (2001)
- Le Tireur isolé, Phi/Écrits des Forges (2010)
- La Combustion de l'ange, 1956-2011, préface de Bernard Noël, Le Castor Astral (2011)
- Proses de l'intérieur du poème, 1957- 2015,  préface de Pierre Brunel, Le Castor astral (2015)
- Le Centre de gravité : l'Intégrale des aphorismes, L'Atelier du Grand Tétras (2017)
- Les Alphabets du Feu, édition définitive revue et corrigée, Le Castor astral (2018)
- T'ang l'obscur, Mémorial de l'encre, Voix d'encre (2019)
- Forêts domaniales de la mémoire, La Rumeur Libre éditions (2023)
- Œuvres Poétiques, La Rumeur Libre éditions (2024)

1. "L'Aventure initiatique" (tome 1)
2. "Le Rêveur éveillé" (tome 2)
3. "L'Image, la Magie" (tome 3)

### Prose
- Marcel Béalu, Subervie (1956)
- François Mauriac, Seghers (1960)
- Célébration du tabac, Robert Morel (1962)
- Les Poètes du XVIe siècle, J'ai Lu (1962)
- Dictionnaire des auteurs français, Seghers (1962)
- Dylan Thomas, Seghers (1962)
- Le Déplacement, Flammarion (1964)
- Gérard de Nerval, J'ai Lu (1965)
- Srecko Kosovel, Seghers (1965)
- André de Richaud, Seghers (1966)
- Odette Ducarre ou Les Murs de la Nuit, Robert Morel (1967)
- La Nouvelle Poésie française, Robert Morel (1968)
- Norge (poète)|Norge, Seghers (1972)
- Entretiens avec Lawrence Durrell, Pierre Belfond (1972) et Gutenberg (2007)
- Le Diderot de Borès, Galerie du Salin (1975)
- Vision sur Tony Agostini, préface de Henri Gineste, Éditions Vision sur les arts, Béziers, 1979.
- Le Manuscrit de Roquemaure (illustrations de Pierre Cayol), Le Chariot (2002)
- Mémoires provisoires, L'Harmattan (2002)
- Le Silentiaire (illustrations de Pierre Cayol), Bernard Dumerchez (éditions)|Dumerchez (2004)
- Le Piéton de Venise, Bartillat (2005); livre de poche Omnia (2011)
- Les Miroirs voyants, Voix d'encre (2005)
- Le Dieu de sable, Phi/Écrits des Forges (2006)
- Paris point du jour, Bartillat (2006)
- Approches de l'art moderne, Bartillat (2007)
- Monsieur le chat, Écriture (2009); Archipoche (2014)
- Anthologie poétique amoureuse, Écriture (2010)
- Venise démons et merveilles, Écriture (2014)
- Le Temps est un faucon qui plonge, mémoires, Pierre-Guillaume de Roux (2018)

### Ouvrages pour la jeunesse
- L'Arche enchantée, Enfance heureuse, Éditions Ouvrières (1979)
- Nous, les chats, Formes et Langages, 1986, rééd. La Vague à l'âme (1992)
- Compagnons de la marjolaine, Enfance heureuse, Éditions Ouvrières (1986)
- À la belle étoile, La Vague à l'âme (1990)

### Correspondance
- Ma menthe à l'aube, mon amante : correspondance amoureuse, Marc Alyn, Nohad Salameh, Pierre-Guillaume de Roux, 2019.